# Xã South Cottonwood, Quận Wells, Bắc Dakota
Xã South Cottonwood (tiếng Anh: South Cottonwood Township) là một xã thuộc quận Wells, tiểu bang Bắc Dakota, Hoa Kỳ. Năm 2010, dân số của xã này là 40 người.